# Archidiocèse de Santiago de Cuba
Ne doit pas être confondu avec Archidiocèse de Santiago de Guatemala, Archidiocèse de Santiago du Chili ou Archidiocèse de Santiago de los Caballeros.
L’archidiocèse de Santiago de Cuba (en latin : Archidioecesis Sancti Iacobi in Cuba ; en espagnol : Arquidiócesis de Santiago de Cuba) est un archidiocèse métropolitain de l'Église catholique à Cuba. C'est le 1er diocèse érigé sur l'île. C'est pour cette raison que l’archevêque de Santiago porte le titre honorifique de primat de Cuba. 

## Territoire

Archidiocèse de Santiago de Cuba
Suffragants

Il est situé dans la province de Santiago de Cuba avec une superficie de 6 154 km2 divisé en 16 paroisses. L'archevêché est dans la ville de Santiago de Cuba où se trouve la cathédrale Notre-Dame-de-l’Assomption. Les diocèses de Guantánamo-Baracoa, Holguín et Santísimo Salvador de Bayamo y Manzanillo en sont suffragants.
La basilique Notre-Dame-de-Charité située au point culminant d’El Cobre, ancien village qui fait aujourd’hui partie de la ville de Santiago, est un centre de pèlerinage à la  Vierge de la Charité (es), patronne de Cuba.

## Histoire
Le premier diocèse pour toute l’île de Cuba est érigé à Baracoa le 11 février 1517 par la bulle Super specula du pape Léon Xen prenant sur le territoire du diocèse de Saint-Domingue (aujourd'hui archidiocèse de Saint-Domingue). Il est nommé suffragant de l'archidiocèse de Séville car les missions du Nouveau Monde sont sous la direction de cet archidiocèse.
Le premier évêque est le dominicain Jean de Witte, originaire des Pays-Bas méridionaux. Le 28 avril 1522, le diocèse est transféré à Santiago de Cuba, une ville portuaire sur la côte méridionale de l’île qui, étant donné sa situation privilégiée au cœur des Caraïbes se développe rapidement. 
Par la bulle Super universas orbis ecclesiae du 12 février 1546, le pape Paul III élève le diocèse de Saint-Domingue au rang d'archidiocèse métropolitain et Santiago de Cuba intègre sa province ecclésiastique.
Il cède une portion de son territoire le 10 septembre 1787 pour l'érection du diocèse de San Cristóbal de La Havane (aujourd'hui archidiocèse de San Cristóbal de La Havane).
Le 24 novembre 1803, par la bulle In universalis Ecclesiae regimine du pape Pie VII, il est élevé au rang d'archidiocèse métropolitain avec les diocèses de Puerto Rico et La Havane comme suffragants.
L’évêque le plus célèbre est saint Antoine-Marie Claret, fondateur des Clarétains, qui est archevêque de Santiago de 1850 à 1859, avant d’être rappelé en Espagne comme confesseur de la reine Isabelle II.
Au XXe siècle, il cède plusieurs fois des parties de son territoire pour l'érection de nouveaux diocèses. Le 10 décembre 1912, pour l'érection du diocèse de Camagüey(aujourd'hui archidiocèse de Camagüey). Le 8 janvier 1979, pour l'établissement du diocèse d'Holguín, le 9 décembre 1995 pour celui de Santísimo Salvador de Bayamo-Manzanilloet enfin le 24 janvier 1998 pour la création du diocèse de Guantánamo-Baracoa.

## Évêques et archevêques
- Liste des évêques et archevêques de Santiago de Cuba

## Référence
1. ↑  Joachim Boufflet, Dictionnaire des apparitions de la Vierge Marie : Entre merveilles et histoire, Éditions du Cerf, 2020 (ISBN 9782204118231)
2. ↑  (it) « Super specula », sur cardinals.fiu.edu (consulté le 16 mai 2023).
3. ↑  (es) Francisco Guerrero Castro, Origen, desarrollo e identidad de Salvaleón de Higüey, Santo Domingo, editora nacional, 2011 (ISBN 9789945469462), p. 296-297
4. ↑  (es) Rigoberto Segreo Ricardo, La Iglesia en los orígenes de la cultura cubana, Nuevo Milenio, 2017 (ISBN 9789590619144)
5. ↑  (es) Antonio Garrido Aranda, Organización de la Iglesia en el Reino de Granada y su proyección en Indias, CSIC-CSIC Press, 1979 (ISBN 9788400045999), p. 163-169-170
6. ↑  (es) Manuel Rivero Glean, Crisol de la identidad de La Habana, Ruth, 2022 (ISBN 9789590623684)
7. ↑  (es) Manuel Maza Miquel, Entre la ideología y la compasión, Instituto Pedro Francisco Bonó, 1997 (ISBN 978-8489548343), p. 477
8. ↑  Pierre Pierrard, Dictionnaire des prénoms et des saints, Larousse, 1974 (ISBN 978-2030754726)
9. ↑  (es) Ignacio Uría Rodríguez, Iglesia y revolución en Cuba : Enrique Pérez Serantes (1883-1968), el obispo que salvó a Fidel Castro, Madrid, Encuentro, 2012 (ISBN 9788499209982), p. 52
10. ↑  (la) « Omnium Ecclesiarum sollicitudo », sur vatican.va (consulté le 17 mai 2023).
11. ↑  (la) « Venerabilis Frater », sur vatican.va (consulté le 17 mai 2023).
12. ↑  (la) « Spirituali Christifidelium », sur vatican.va (consulté le 17 mai 2023).